# Guido Bernardi
Guido Bernardi (Pontenure, 21 de septiembre de 1921-Pontenure, 22 de enero de 2002) fue un deportista italiano que compitió en ciclismo en la modalidad de pista, especialista en la prueba de persecución por equipos.
Participó en los Juegos Olímpicos de Londres 1948, obteniendo una medalla de plata en la prueba de persecución por equipos (junto con Arnaldo Benfenati, Anselmo Citterio y Rino Pucci).

## Medallero internacional
| Juegos Olímpicos | Juegos Olímpicos      | Juegos Olímpicos | Juegos Olímpicos        |
| Año              | Lugar                 | Medalla          | Competición             |
| ---------------- | --------------------- | ---------------- | ----------------------- |
| 1948             | Londres (Reino Unido) | Medalla de plata | Persecución por equipos |